# 가이 해밀턴
머빈 이언 가이 해밀턴(영어: Mervyn Ian Guy Hamilton, 1922년 9월 16일~2016년 4월 20일)은 영국의 영화 감독이다. 1950년대부터 1980년대까지 총 22편의 영화를 연출했으며, 그 중 4편은 제임스 본드 영화였다.

## 초기 생애
해밀턴은 1922년 9월 16일 프랑스 파리에서 태어났다. 아버지는 프레더릭 윌리엄 가이 해밀턴(Frederick William Guy Hamilton, 1895~1988)으로 파리 주재 영국 대사관의 언론 담당관이자 왕립 랭커스터 연대 소속의 육군 대위였으며, 어머니는 인도의 교회 선교회에서 활동한 윌리엄 아치볼드 컬링 프리맨틀의 딸 위니프레드 그레이스 컬링(Winifred Grace Culling, 1895~1970)이었다. 해밀턴의 외증조부는 기독교 운동가 컬링 얼들리(Culling Eardley) 3대 준남작과 정치가 토머스 프리맨틀 코틀슬로 남작이었다. 부모는 1923년에 이혼했으며, 해밀턴은 영국에서 학교를 다녔다. 1938년 프랑스 니스의 빅토린 스튜디오에서 클래퍼보이로 일하며 영화계에 첫발을 들였다. 1939년 제2차 세계대전이 발발하자, 그는 화물선 MV 솔터스게이트호를 타고 프랑스에서 프랑스령 북아프리카로 탈출했다. 이 배에는 작가 W. 서머싯 몸도 함께 타고 있었다.
오랑에서 지브롤터를 거쳐 런던에 도착한 후, 해밀턴은 파라마운트 뉴스의 필름 라이브러리에서 일하다가 영국 왕립 해군에 임관했다. 그는 프랑스로 요원들을 수송하고 격추된 영국 조종사들을 본국으로 데려오는 임무를 수행하는 모터 토피도 보트 718 전대에서 복무했다.
이 임무 중 해밀턴은 점령지였던 브르타뉴에 한 달 동안 고립되었으며, 이 공로로 그는 영국 해군 십자훈장(DSC)을 수훈했다.

## 경력

### 조감독
전쟁이 끝난 후 해밀턴은 영화 제작에 관심을 가지고 데본주의 다트무어에서 촬영 중이던 트레버 헤이드 영화의 세컨드 유닛에서 일하게 되었다. 이후 그는 알렉산더 코다와 계약을 맺고 서드 어시스턴트 디렉터로 일하게 되었다. 몇 년 동안 경험을 쌓으며 퍼스트 어시스턴트 디렉터로 자리잡았다.
해밀턴은 “형편없는 감독들과 일하는 것이 오히려 훨씬 유익했다. 그들이 하루에 세 번씩 곤경에 빠지는 모습을 보며 ‘나는 저러지 말아야겠다, 저런 함정에는 빠지지 말아야겠다’고 배우게 됐다”고 회상했다.
그는 《데이 메이드 미 어 퓨저티브》(1947), 《내 자신의 사형 집행인》(1947), 《안나 카레니나》(1948), 그리고 캐럴 리드 감독의 《몰락한 우상》(1949)에서 조감독으로 일했다. 해밀턴은 “나는 캐럴을 정말로 존경했다. 그는 항상 내게 친절했고, 나는 강아지처럼 그를 따라다니며 영화 일을 배웠다. 궁금한 것이 있으면 그는 언제나 성심껏 대답해주었다. 캐럴 리드는 나와 내가 만든 모든 영화에 가장 큰 영향을 준 인물이다”고 말했다.
그는 또한 진 네글레스코 감독의 《브리타니아 뮤즈》(1949), 리드 감독의 《제3의 사나이》(1949)에서는 오슨 웰스를 대역하기도 했다. 이후 《나팔을 든 천사》(1950), 시드니 길리엇 감독의 《스테이트 시크릿》(1950), 리드 감독의 《버림받은 자의 초상》(1951), 존 휴스턴 감독의 《아프리카의 여왕》(1951), 랠프 리처드슨 감독의 《홈 앳 세븐》(1952) 등에도 참여했다.

### 감독 초기
캐럴 리드는 해밀턴에게 감독을 원한다면 코다와 재계약을 맺기 전에 감독 기회를 달라고 요구하라고 조언했다. 이 전략이 통했고, 해밀턴은 B급 영화 《더 링거》(1952)로 감독 데뷔를 하게 되었다.
그의 두 번째 연출작은 이반 폭스웰이 제작한 전역 군인들의 일상 생활 적응을 다룬 《침입자》(1953)였으며, 이어서 《인스펙터 콜스》(1954)를 연출했다.
네 번째 영화인 《콜디츠 스토리》(1955)는 해밀턴이 프로듀서 이반 폭스웰과 공동 각본을 맡았으며, 1950년대 그의 최고 흥행작이 되었다. 이어서 맥스 바이그레이브스가 출연한 뮤지컬 《찰리 문》(1956), 폭스웰과 공동 각본을 쓴 모험 영화 《마누엘라》(1957)를 연출했다.
1959년에는 알렉산더 맥켄드릭이 해고된 후 그를 대신하여 《데블스 디사이플》(1959) 감독을 맡게 되었고, 커크 더글러스와 버트 랭커스터가 출연했다.
《터치 오브 라서니》(1960)에서는 폭스웰과 공동 각본을 썼으며, 디노 드 로렌티스가 제작한 이탈리아 전쟁 코미디 《더 베스트 오브 에너미즈》(1961)에서는 정교한 액션 시퀀스 연출 능력을 발휘했다.
해밀턴은 최초의 제임스 본드 영화인 《007 살인번호》(1962) 감독 제안을 거절했다. 이후 촬영한 《파티스 오버》(1963)는 1965년까지 개봉되지 않았으며, 심한 검열로 인해 해밀턴은 자신의 이름을 크레딧에서 빼달라고 요청했다. 그는 로버트 미첨이 출연한 《맨 인 더 미들》(1964)을 연출했다.

### 제임스 본드 영화
해밀턴은 《007 골드핑거》(1964)로 첫 번째 본드 영화를 연출했다. 그는 액션 어드벤처, 성적 암시, 블랙 코미디를 성공적으로 조화시킨 덕분에 좋은 평가를 받았다.
1960년대 후반 해밀턴은 본드 시리즈 프로듀서 해리 솔츠먼과 다시 작업하여 마이클 케인이 출연한 《베를린 스파이》(1966), 전쟁 대작 《배틀 오브 브리튼》(1969)을 연출했다.
그는 이후 본드 영화 시리즈로 돌아와 추격 장면과 기기 장치를 강조한 《007 다이아몬드는 영원히》(1971), 《007 죽느냐 사느냐》(1973), 《007 황금총을 가진 사나이》(1974)를 감독했다. 해밀턴은 나중에 로저 무어에게 숀 코너리의 제임스 본드 연기를 흉내 내지 말라고 지시했으며, 자신이 만든 본드 영화 중 유일하게 후회한 작품이 《007 황금총을 가진 사나이》라고 말했다. 그는 《007 유어 아이스 온리》(1981) 감독 제안을 받았으나 제작사인 유나이티드 아티스츠의 재정난으로 출연료 협상이 실패해 고사했다.
해밀턴은 원래 《슈퍼맨》(1978)의 감독으로 선정되었으나, 국외 이주자로서 영국에서 연간 30일만 체류할 수 있었기 때문에 갑작스레 파인우드 스튜디오로 촬영지를 옮긴 제작 환경과 맞지 않아 결국 리처드 도너에게 감독 자리가 넘어갔다. 해밀턴은 계약금을 끝까지 받아냈다.
그는 1970년대 후반에 《나바론 요새 2》(1978)와 애거사 크리스티 원작의 《거울 살인 사건》(1980)을 연출했지만 흥행과 평단 모두에게 외면받았다.
1982년에는 또 다른 크리스티 원작 《백주의 악마》를 연출했는데, 이 작품은 전작보다 더 좋은 평가를 받았다.
해밀턴은 1980년대에 두 편의 영화를 더 연출했다. 《레모 윌리엄스: 모험의 시작》(1985)과 《체이스 4》(1989)가 그것이다. 이후 은퇴했다.
1980년대 후반에는 《배트맨》(1989) 감독 제안을 받았지만 거절했다. 2003년 인터뷰에서 그는 현대 본드 영화들이 특수 효과에 지나치게 의존하고 있으며, 자신이 연출했던 시절의 위험하고 화려한 스턴트 장면이 줄어들었다고 평했다.
그는 “내가 엉망인 영화를 만든 적도 있다는 걸 안다. 하지만 영화 작업을 할 때마다 주어진 재료 안에서 최선을 다하려 했다. 더 협조적인 작가나 뛰어난 작가를 바란 적도 있지만, 그건 모든 감독이 똑같을 것이다”고 말했다.

## 죽음
해밀턴은 2016년 4월 20일, 93세의 나이로 세상을 떠났다.

## 개인사
해밀턴은 1953년 나오미 챈스와 첫 번째 결혼을 했고, 1964년에는 《버림받은 자의 초상》 촬영 때 처음 만난 배우 케리마와 재혼했다. 그들은 1970년대 중반부터 해밀턴이 세상을 떠날 때까지 지중해의 마요르카섬 안드라츠에 있는 빌라에서 살았다.

## 필모그래피

### 제임스 본드 영화
- 《007 골드핑거》 (1964)

- 《007 다이아몬드는 영원히》 (1971)

- 《007 죽느냐 사느냐》 (1973)

- 《007 황금총을 가진 사나이》 (1974)

### 기타 영화
- 《더 링거》(1952)
- 《침입자》(1953)
- 《인스펙터 콜스》(1954)
- 《콜디츠 스토리》(1955)
- 《찰리 문》(1956)
- 《마누엘라》(1957)
- 《데블스 디사이플》(1959)
- 《터치 오브 라서니》(1960)
- 《더 베스트 오브 에너미즈》(1961)
- 《맨 인 더 미들》(1964)
- 《파티스 오버》(1965)
- 《베를린 스파이》(1966)
- 《배틀 오브 브리튼》(1969)
- 《나바론 요새 2》(1978)
- 《거울 살인 사건》(1980)
- 《백주의 악마》(1982)
- 《레모 윌리엄스: 모험의 시작》(1985)
- 《체이스 4》(1989)